# Gefleckter Schlangenstachelrücken
Der Gefleckte Schlangenstachelrücken (Leptoclinus maculatus) ist ein schlanker Meeresfisch aus kalten Regionen des nördlichen Atlantik und des nördlichen Pazifik. Sein atlantisches Verbreitungsgebiet reicht von Spitzbergen, dem Weißen Meer und der südlichen Barentssee südlich entlang der Küste Skandinaviens von der Finnmark bis zum Skagerrak. Außerdem gibt es ihn an der Süd- und Westküste Grönlands und bei Island. Die Pazifische Population kommt im nördlichen Japanischen Meer, im Ochotskischen Meer entlang der Aleuten und der Küste Alaskas bis zum Puget Sound im Nordwesten des US-amerikanischen Bundesstaats Washington vor. Diese Population wird von einigen Autoren als eigenständige Unterart Leptoclinus maculatus diaphanocarus von der Nominatform abgetrennt.

## Merkmale
Der Gefleckte Schlangenstachelrücken hat einen aalartigen, langgestreckten Körper, der maximal 20 cm lang wird. Die Schwanzflosse ist abgerundet. Die Rückenflosse erstreckt sich fast über die gesamte Körperlänge. Sie wird von 57 bis 60 Flossenstacheln gestützt, Weichstrahlen fehlen. Die Afterflosse besitzt ein bis zwei Flossenstacheln und 34 bis 36 Weichstrahlen. Ihre Länge beträgt die Hälfte der Körperlänge. Die unteren fünf Flossenstrahlen der Brustflossen sind verlängert. Ihre Enden sind nicht durch eine Flossenmembran verbunden. Die Fische sind von gelblichgrauer Grundfarbe. Der Körper ist mit zahlreichen, unregelmäßigen schwarzbraunen Flecken gemustert.

## Lebensweise
Gefleckte Schlangenstachelrücken leben auf sandigen oder schlammigen Meeresböden in Tiefen zwischen zwei und 600 Metern, normalerweise oberhalb von 170 Metern. Sie ernähren sich von kleinen Krebstieren und Würmern. 